# Orophea
Orophea Blume – rodzaj roślin z rodziny flaszowcowatych (Annonaceae Juss.). Według The Plant List w obrębie tego rodzaju znajduje się 50 gatunków o nazwach zweryfikowanych i zaakceptowanych, podczas gdy kolejnych 21 taksonów ma status gatunków niepewnych (niezweryfikowanych). Występuje naturalnie na obszarze od Indii i południowych Chin po Moluki. Gatunkiem typowym jest O. hexandra Blume. 

## Morfologia
PokrójZimozielone drzewa lub krzewy.
LiścieNaprzemianległe, pojedyncze, całobrzegie, siedzące. Żyłki często pokryte są przezroczystymi gruczołami.
KwiatyPromieniste, obupłciowe, zebrane w kwiatostany wierzchotkowe, rzadko są pojedyncze, rozwijają się w kątach pędów. Mają 3 wolne działki kielicha, nie nakładają się na siebie. Płatków jest 6, ułożonych w dwóch okółkach, są wolne, wewnętrzne są większe od zewnętrznych. Kwiaty mają 3–12 pręciki z pylnikami otwierającymi się do zewnątrz oraz 3–15 wolnych owocolistków. Znamię jest siedzące lub prawie siedzące i ma główkowaty lub elipsoidalny kształt.
OwoceMają kształt od podłużnego do kulistego, zebrane w owoc zbiorowy. Osadzone są na krótkich szypułkach. Każdy owoc zawiera od jednego do czterech nasion.

## Systematyka
Pozycja według APweb (aktualizowany system APG III z 2009)
Rodzaj wraz z całą rodziną flaszowcowatych w ramach rzędu magnoliowców wchodzi w skład jednej ze starszych linii rozwojowych okrytonasiennych określanych jako klad magnoliowych.
Lista gatunków

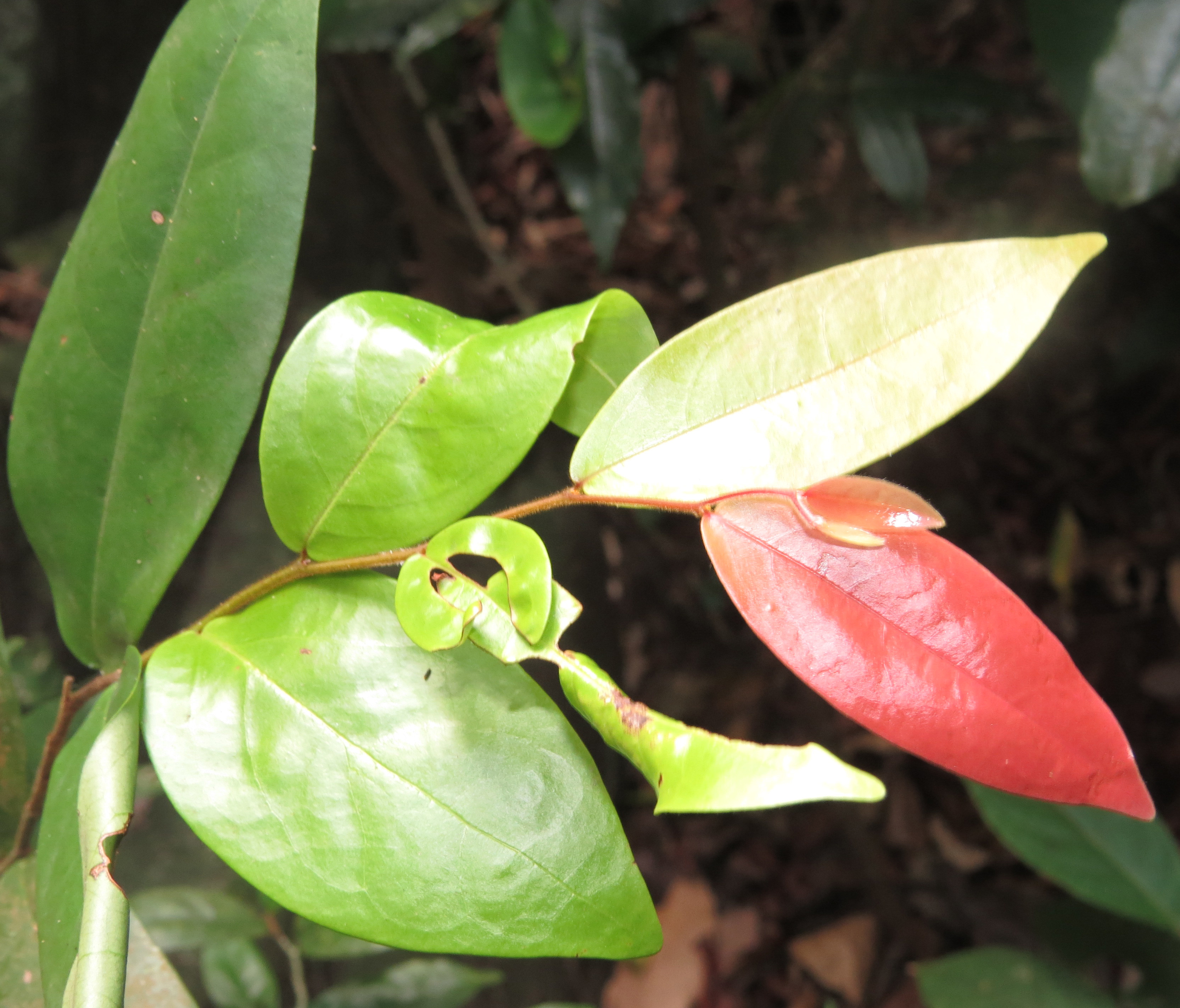
Liście gatunku Orophea malabarica

| - Orophea acuminata A.DC. - Orophea alba P.J.A.Kessler - Orophea brandisii Hook. f. & Thomson - Orophea celebica (Blume) Miq. - Orophea chlorantha P.J.A. Kessler - Orophea chrysantha P.J.A. Kessler - Orophea clemensiana P.J.A.Kessler - Orophea corymbosa (Blume) Miq. - Orophea creaghii (Ridl.) Leonardía & Kessler - Orophea cumingiana S. Vidal - Orophea cuneiformis King - Orophea desmos Pierre - Orophea dodecandra Miq. - Orophea ellipanthoides (Elmer) Merr. - Orophea enneandra Blume - Orophea enterocarpa Maingay ex Hook.f. & Thomson - Orophea erythrocarpa Bedd. - Orophea flagellaris P.J.A.Kessler - Orophea glabra Merr. - Orophea hainanensis Merr. - Orophea hastata King - Orophea hexandra Blume - Orophea hirsuta King - Orophea katschallica Kurz - Orophea kerrii Kessler | - Orophea kingiana Leonar. & P.J.A. Kessler - Orophea kostermansiana P.J.A.Kessler - Orophea laotica Leonar. & P.J.A. Kessler - Orophea laui Leonardía & P.J.A. Kessler - Orophea leytensis Merr. - Orophea maculata Scort. ex King - Orophea megalophylla Kessler - Orophea merrillii P.J.A.Kessler - Orophea monosperma Kurz ex Craib - Orophea multiflora Jovet-Ast - Orophea myriantha Merr. - Orophea polycarpa A.DC. - Orophea rubra P.J.A.Kessler - Orophea salacifolia Hutch. - Orophea sarawakensis P.J.A.Kessler - Orophea sericea P.J.A. Kessler - Orophea siamensis W. G. Craib - Orophea thomsonii Bedd. - Orophea thorelii Pierre - Orophea torulosa Hutch. - Orophea trigyna Miq. - Orophea uniflora Hook. f. & Thomson - Orophea wenzelii Merr. - Orophea yunnanensis P.T. Li - Orophea zeylanica Hook. f. & Thomson |